# Hamnkobbarna
Hamnkobbarna är öar nära Knivskär i Nagu,  Finland. De ligger i Skärgårdshavet i Pargas stad i landskapet Egentliga Finland, i den sydvästra delen av landet. Öarna ligger omkring 3 kilometer sydväst om Knivskär, 23 kilometer söder om Nagu kyrka, 55 kilometer söder om Åbo och omkring 170 kilometer väster om Helsingfors. Närmaste allmänna förbindelse är förbindelsebryggan vid Kopparholm som trafikeras av M/S Nordep.
Arean för den av öarna koordinaterna pekar på är 1,5 hektar och dess största längd är 200 meter i sydöst-nordvästlig riktning.